# Forte di San Rocco
Il forte di San Rocco è una fortificazione costiera situata nel territorio comunale di Grosseto, nella località balneare di Marina di Grosseto, in prossimità del porto turistico.

## Storia
L'attuale complesso venne fatto costruire dai Lorena nella seconda metà del Settecento, nel luogo in cui sorgeva una preesistente struttura con funzioni di avvistamento.
La nuova fortezza doveva continuare a svolgere un ruolo importante nel controllo della costa e divenire, allo stesso tempo, una base logistica per le opere di bonifica idraulica della zona dirette da Leonardo Ximenes.
Con il completamento delle opere di canalizzazione che portarono al prosciugamento delle antiche paludi dell'entroterra e dello storico lago Prile, il fabbricato venne dismesso e trasformato in distretto militare; soltanto negli ultimi decenni del secolo scorso è stato suddiviso in abitazioni private.

## Descrizione
Il forte di San Rocco deve la sua denominazione al canale, rispetto al quale si trova sulla riva destra. La fortificazione, interamente rivestita in mattoni, è protetta da una serie di cortine murarie a scarpa che delimitano un cortile interno; l'accesso all'area interna avviene sul lato orientale, attraverso una porta ad arco ribassato rivestita in travertino e sovrastata dallo stemma della casata dei Lorena.
Il fabbricato principale si presenta come una torre a sezione rettangolare disposta su tre livelli, con il lato occidentale rivolto verso il mare ulteriormente protetto da un bastione con possente basamento a scarpa e terrazza sommitale che ospitava le artiglierie.